# Phloeopora ferruginea
Phloeopora ferruginea är en skalbaggsart som beskrevs av Thomas Casey 1893. Phloeopora ferruginea ingår i släktet Phloeopora och familjen kortvingar. Inga underarter finns listade i Catalogue of Life.